# سینه‌هلالی‌ها
سینه‌هلالی‌ها (نام علمی: Melanopareia) نام یک سرده از تیره تپلکان است.